# Toanopsis
Toanopsis là một chi bướm đêm thuộc họ Noctuidae.